# Galeus mincaronei
Espèce
Répartition géographique
Statut de conservation UICN

 VU B1ab(v) : Vulnérable
Galeus mincaronei est une espèce de requins.